# Ctenomyini
Ctenomyini – wyróżniane w niektórych klasyfikacjach plemię gryzoni w obrębie rodziny koszatniczkowatych (Octodontidae). Współcześnie żyjące gatunki (około 60) zaliczane są do rodzaju Ctenomys, obecnie wyodrębnianego do samodzielnej rodziny tukotuków (Ctenomyidae).

## Systematyka
Rodzaje:
- †Palaeoctodon Rovereto, 1914
- †Xenodontomys Kraglievich, 1927
- †Eucoelophorus Ameghino, 1909
- Ctenomys de Blainville, 1826
- †Praectenomys Villarroel, 1975
- †Actenomys Burmeister, 1888
- †Megactenomys Rusconi, 1930